# Liste der Kulturdenkmale in Blankenhain
In der Liste der Kulturdenkmale in Blankenhain sind alle Kulturdenkmale der thüringischen Stadt Blankenhain (Landkreis Weimarer Land) und ihrer Ortsteile aufgelistet (Stand: 26. April 2012).

## Blankenhain
Denkmalensembles
| Bild            | Bezeichnung                 | Lage                 | Datierung | Beschreibung | ID |
| --------------- | --------------------------- | -------------------- | --------- | --- | -- |
| Fotos hochladen | Villenquartier am Vogtplatz | Lindenstraße (Karte) |           | Villenquartier am Vogtplatz mit: - Am Vogtplatz 1,2,4,6,8 - Lindenstraße 2 - Schulbergstraße 1, 3, 5                                                                 |    |
| Fotos hochladen | Stadtzentrum                | Am Markt (Karte)     |           | Stadtzentrum mit: - Rudolstädter Straße - Marktstraße - Bergstraße - Sophienstraße - Rudolf-Breitscheid-Straße - sowie Kirche, Schloss und Rathaus - Stadtmauerreste |    |

Einzeldenkmal
| Bild                                    | Bezeichnung                                                                                | Lage                                 | Datierung | Beschreibung | ID |
| --------------------------------------- | ------------------------------------------------------------------------------------------ | ------------------------------------ | --------- | ------------ | -- |
| Fotos hochladen                         | Wohnhaus                                                                                   | Brauhausstraße 11 (Karte)            |           |              |    |
| Fotos hochladen                         | Staatliche Regelschule                                                                     | Christian-Speck-Straße 2 (Karte)     |           |              |    |
| Fotos hochladen                         | Förderschule für Lernbehinderte (Villa Vogt)                                               | Christian-Speck-Straße 4 (Karte)     |           |              |    |
| Fotos hochladen                         | Wohnhaus „Villa Fasoldt“                                                                   | Christian-Speck-Straße 7 (Karte)     |           |              |    |
| Fotos hochladen                         | Gedenkstein für die Gefallenen des I. Weltkrieges                                          | Alter Friedhof                       |           |              |    |
| Fotos hochladen                         | Grabmal G. C. F. Wirth, 1817                                                               | Alter Friedhof                       |           |              |    |
| Fotos hochladen                         | Grabmal Fasolt, 1906                                                                       | Alter Friedhof                       |           |              |    |
| Fotos hochladen                         | Grabmal Hindersin, 1909                                                                    | Alter Friedhof                       |           |              |    |
| Fotos hochladen                         | Grabmal, Inschrift verwittert, 18. Jh. (ca. 190 cm hoch, mit rocaillengefaßten Kartuschen) | Alter Friedhof                       |           |              |    |
| Direkt Bild zu diesem Denkmal hochladen | Grabmal, Inschrift verwittert, 18. Jh. (ca. 60 cm hoch, mit Puttenkopf in Gewölk)          | Alter Friedhof                       |           |              |    |
| Fotos hochladen                         | Grabmal Günter, Ida und Oskar Wagner, (mit Relieffigur eines Volkspolizisten)              | Alter Friedhof                       |           |              |    |
| Direkt Bild zu diesem Denkmal hochladen | Dr. Hugo Werner, um 1900                                                                   | Bereich der Friedhofsmauer           |           |              |    |
| Fotos hochladen                         | Otto Eiermann, 1876                                                                        | Bereich der Friedhofsmauer           |           |              |    |
| Fotos hochladen                         | Martha Wittig u. a., 1908                                                                  | Bereich der Friedhofsmauer           |           |              |    |
| Direkt Bild zu diesem Denkmal hochladen | Else Wuttke (Sekundärnutzung), um 1900                                                     | Bereich der Friedhofsmauer           |           |              |    |
| Fotos hochladen                         | Albert Bogenhard, 1908                                                                     | Bereich der Friedhofsmauer           |           |              |    |
| Fotos hochladen                         | Hössel (Sekundärnutzung), Ende 19. Jh.                                                     | Bereich der Friedhofsmauer           |           |              |    |
| Fotos hochladen                         | Grabmal ohne Inschrift (rechts vom Grabmal Hössel), um 1900                                | Bereich der Friedhofsmauer           |           |              |    |
| Fotos hochladen                         | Ernst Müller, 1903                                                                         | Bereich der Friedhofsmauer           |           |              |    |
| Fotos hochladen                         | Wanda Geißler, um 1900                                                                     | Bereich der Friedhofsmauer           |           |              |    |
| Fotos hochladen                         | Gutheil, 1914                                                                              | Bereich der Friedhofsmauer           |           |              |    |
| Fotos hochladen                         | 5 Grabsteine von 8 italienischen Zwangsarbeitern                                           | Friedhof (Karte)                     |           |              |    |
| Fotos hochladen                         | sowjetischer Ehrenfriedhof                                                                 | Friedhof (Karte)                     |           |              |    |
| Fotos hochladen                         | VVN-Friedhof                                                                               | Friedhof (Karte)                     |           |              |    |
| Fotos hochladen                         | Grabstätte Konrad Fuß                                                                      | Friedhof (Karte)                     |           |              |    |
| weitere Bilder Fotos hochladen          | Nonnenkirche/Katholische Kirche St. Anna                                                   | Große Nonnengasse (Karte)            |           |              |    |
| Fotos hochladen                         | Gehöft                                                                                     | Große Nonnengasse 4 (Karte)          |           |              |    |
| Fotos hochladen                         | Wohnhaus                                                                                   | Karlstraße 8 (Karte)                 |           |              |    |
| Fotos hochladen                         | Gutshof Krakau                                                                             | Karl-Liebknecht-Straße 34 (Karte)    |           |              |    |
| Fotos hochladen                         | Wohn- und Geschäftshaus                                                                    | Kirchplatz 1 (Karte)                 |           |              |    |
| Fotos hochladen                         | Pfarrhaus                                                                                  | Kirchstraße 8/10 (Karte)             |           |              |    |
| weitere Bilder Fotos hochladen          | Stadtkirche St. Severi                                                                     | Kirchstraße 12 (Karte)               |           |              |    |
| weitere Bilder Fotos hochladen          | Rathaus                                                                                    | Markt 1 (Karte)                      |           |              |    |
| weitere Bilder Fotos hochladen          | Schloss                                                                                    | Marktstraße (Karte)                  |           |              |    |
| Fotos hochladen                         | Friedrich-Leßner-Gedenkstein                                                               | Marktstraße (Karte)                  |           |              |    |
| Fotos hochladen                         | ehemaliges Amtshaus                                                                        | Marktstraße 4 (Karte)                |           |              |    |
| Fotos hochladen                         | Gasthaus und Wirtschaftsgebäude                                                            | Marktstraße 7 (Karte)                |           |              |    |
| weitere Bilder Fotos hochladen          | Gasthaus „Zum Güldenen Zopf“                                                               | Rudolf-Breitscheid-Straße 2 (Karte)  |           |              |    |
| Fotos hochladen                         | Rokokotür                                                                                  | Rudolf-Breitscheid-Straße 12 (Karte) |           |              |    |
| Fotos hochladen                         | rundbogige Torfahrt mit Wirtschaftsgebäude                                                 | Rudolstädter Straße 8 (Karte)        |           |              |    |

## Altdörnfeld
Einzeldenkmal
| Bild                           | Bezeichnung         | Lage               | Datierung | Beschreibung | ID |
| ------------------------------ | ------------------- | ------------------ | --------- | ------------ | -- |
| weitere Bilder Fotos hochladen | Kirche mit Kirchhof | Am Anger (Karte)   |           |              |    |
| Fotos hochladen                | Gehöft              | Am Anger 4 (Karte) |           |              |    |
| Fotos hochladen                | Wohnhaus            | Am Anger 5 (Karte) |           |              |    |

## Drößnitz
Einzeldenkmal
| Bild                                    | Bezeichnung                                                                          | Lage                                            | Datierung | Beschreibung                                              | ID |
| --------------------------------------- | ------------------------------------------------------------------------------------ | ----------------------------------------------- | --------- | --------------------------------------------------------- | -- |
| weitere Bilder Fotos hochladen          | Kirche                                                                               | Am Angerberg (Karte)                            |           |                                                           |    |
| Fotos hochladen                         | Grabmal Selma Loch                                                                   | Friedhof (Karte)                                |           |                                                           |    |
| Fotos hochladen                         | Grabmal Joh. Friedr. Loch                                                            | Friedhof (Karte)                                |           |                                                           |    |
| Fotos hochladen                         | Grabmal Aug. Minna Morgenroth, geb. Loch (hohes Eisenkreuz auf Steinsockel, 19. Jh.) | Friedhof (Karte)                                |           |                                                           |    |
| Fotos hochladen                         | Grabmal (niedriger Stein als Felsenimitation mit aufgeschlagenem Buch)               | Friedhof (Karte)                                |           |                                                           |    |
| Fotos hochladen                         | Hofanlage mit Durchfahrt und Nebengebäuden                                           | Nr. 5 (Karte)                                   |           |                                                           |    |
| Fotos hochladen                         | Alte Schule                                                                          | Nr. 16 (Karte)                                  |           |                                                           |    |
| Fotos hochladen                         | Gehöft                                                                               | Nr. 22 (Karte)                                  |           |                                                           |    |
| Fotos hochladen                         | Nebengebäude am Dorfplatz                                                            | Nr. 23 (Karte)                                  |           |                                                           |    |
| Fotos hochladen                         | Brunnen mit Pumpe                                                                    | vor Nr. 27 (Karte)                              |           |                                                           |    |
| Fotos hochladen                         | Gehöft (Pfarrhaus)                                                                   | Nr. 33 (Karte)                                  |           |                                                           |    |
| Fotos hochladen                         | Viehwaage                                                                            | Ortsmitte (Karte)                               |           |                                                           |    |
| Direkt Bild zu diesem Denkmal hochladen | Waidmühlstein                                                                        | Ortslage                                        |           | Objekt ist vor Ort nicht mehr auffindbar, Lage unbekannt. |    |
| Direkt Bild zu diesem Denkmal hochladen | Wegweiser                                                                            | Ortsausgang an Weggabelung Wittersroda/Drößnitz |           | Objekt ist vor Ort nicht auffindbar, Lage unbekannt.      |    |

## Egendorf
Einzeldenkmal
| Bild            | Bezeichnung                     | Lage                     | Datierung | Beschreibung | ID |
| --------------- | ------------------------------- | ------------------------ | --------- | ------------ | -- |
| Fotos hochladen | ehemaliges Landeserziehungsheim | Nr. 1, 1a und 1b (Karte) |           |              |    |

## Großlohma
Einzeldenkmal
| Bild                           | Bezeichnung         | Lage                | Datierung | Beschreibung | ID |
| ------------------------------ | ------------------- | ------------------- | --------- | ------------ | -- |
| weitere Bilder Fotos hochladen | Kirche mit Kirchhof | Am Holzberg (Karte) |           |              |    |

## Hochdorf
Einzeldenkmal
| Bild                           | Bezeichnung         | Lage                         | Datierung | Beschreibung | ID |
| ------------------------------ | ------------------- | ---------------------------- | --------- | ------------ | -- |
| weitere Bilder Fotos hochladen | Kirche mit Kirchhof | August-Ludwig-Straße (Karte) |           |              |    |

## Keßlar
Einzeldenkmal
| Bild                           | Bezeichnung                                 | Lage                    | Datierung | Beschreibung | ID |
| ------------------------------ | ------------------------------------------- | ----------------------- | --------- | ------------ | -- |
| weitere Bilder Fotos hochladen | Kirche mit Kirchhof                         | Kesselstraße (Karte)    |           |              |    |
| Fotos hochladen                | Wohnhaus (südlicher Teil des Kindergartens) | Kesselstraße 4 (Karte)  |           |              |    |
| Fotos hochladen                | Gehöft                                      | Kesselstraße 12 (Karte) |           |              |    |

## Kleinlohma
Einzeldenkmal
| Bild            | Bezeichnung            | Lage          | Datierung | Beschreibung | ID |
| --------------- | ---------------------- | ------------- | --------- | ------------ | -- |
| Fotos hochladen | Glockenhaus mit Glocke | Anger (Karte) |           |              |    |

## Kottenhain
Einzeldenkmal
| Bild            | Bezeichnung    | Lage                          | Datierung | Beschreibung | ID |
| --------------- | -------------- | ----------------------------- | --------- | ------------ | -- |
| Fotos hochladen | ehemaliges Gut | Kottenhain Nr.2,3,4,6 (Karte) |           |              |    |

## Krakendorf
Einzeldenkmal
| Bild                           | Bezeichnung | Lage                        | Datierung | Beschreibung | ID |
| ------------------------------ | ----------- | --------------------------- | --------- | ------------ | -- |
| weitere Bilder Fotos hochladen | Kirche      | Unter dem Bornberge (Karte) |           |              |    |
| Fotos hochladen                | Scheune     | Haus Nr. 18 (Karte)         |           |              |    |
| Fotos hochladen                | Gehöft      | Haus Nr. 19 (Karte)         |           |              |    |
| Fotos hochladen                | Gehöft      | Haus Nr. 36 (Karte)         |           |              |    |

## Lengefeld
Einzeldenkmal
| Bild                           | Bezeichnung         | Lage               | Datierung | Beschreibung | ID |
| ------------------------------ | ------------------- | ------------------ | --------- | ------------ | -- |
| weitere Bilder Fotos hochladen | Kirche mit Kirchhof | Kirchgasse (Karte) |           |              |    |

## Lotschen
Einzeldenkmal
| Bild                           | Bezeichnung                      | Lage                        | Datierung | Beschreibung | ID |
| ------------------------------ | -------------------------------- | --------------------------- | --------- | ------------ | -- |
| weitere Bilder Fotos hochladen | Kirche mit Kirchhof              | Am Bach (Karte)             |           |              |    |
| Fotos hochladen                | Wasserförderungsanlage (Windrad) | außerhalb des Ortes (Karte) |           |              |    |

## Meckfeld
Einzeldenkmal
| Bild                           | Bezeichnung         | Lage              | Datierung | Beschreibung | ID |
| ------------------------------ | ------------------- | ----------------- | --------- | ------------ | -- |
| weitere Bilder Fotos hochladen | Kirche mit Kirchhof | Dorfanger (Karte) |           |              |    |

## Neckeroda
Denkmalensemble
| Bild            | Bezeichnung                                                     | Lage             | Datierung | Beschreibung | ID |
| --------------- | --------------------------------------------------------------- | ---------------- | --------- | ------------ | -- |
| Fotos hochladen | Ortslage mit: Rundling mit Wallanlage, Scheunenring, Hofanlagen | Ortslage (Karte) |           |              |    |

Einzeldenkmal
| Bild                           | Bezeichnung                                 | Lage                                 | Datierung | Beschreibung | ID |
| ------------------------------ | ------------------------------------------- | ------------------------------------ | --------- | ------------ | -- |
| weitere Bilder Fotos hochladen | Kirche                                      | Ortsstraße (Karte)                   |           |              |    |
| Fotos hochladen                | Friedhof und Einfriedung                    | Ortsstraße (Karte)                   |           |              |    |
| Fotos hochladen                | Hofanlage                                   | Ortsstraße 19 (Karte)                |           |              |    |
| Fotos hochladen                | Hofanlage                                   | Ortsstraße 20 (Karte)                |           |              |    |
| Fotos hochladen                | Gehöft                                      | Ortsstraße 50 (Karte)                |           |              |    |
| weitere Bilder Fotos hochladen | Waidmühlstein                               | An der B 85, Nähe Kirche (Karte)     |           |              |    |
| BW                             | Waidmühlstein                               | Park am Ortseingang (Karte)          |           |              |    |
| Fotos hochladen                | Grenzstein, schildhaltender Löwe auf Sockel | an der B 85 Richtung Teichel (Karte) |           |              |    |

Bodendenkmal
| Bild            | Bezeichnung     | Lage                                                             | Datierung | Beschreibung | ID |
| --------------- | --------------- | ---------------------------------------------------------------- | --------- | ------------ | -- |
| Fotos hochladen | Dorfbefestigung | Verläuft um den Ort, die Ostseite ist der Straßenbereich (Karte) |           |              |    |

## Neudörnfeld
Einzeldenkmal
| Bild            | Bezeichnung        | Lage                  | Datierung | Beschreibung | ID |
| --------------- | ------------------ | --------------------- | --------- | ------------ | -- |
| Fotos hochladen | ehemaliger Gutshof | Hauptstraße 2 (Karte) |           |              |    |

## Niedersynderstedt
Einzeldenkmal
| Bild                           | Bezeichnung         | Lage                  | Datierung | Beschreibung | ID |
| ------------------------------ | ------------------- | --------------------- | --------- | ------------ | -- |
| weitere Bilder Fotos hochladen | Kirche mit Kirchhof | An den Linden (Karte) |           |              |    |
| Fotos hochladen                | Pfarrhof            | An den Linden (Karte) |           |              |    |
| Fotos hochladen                | Gehöft              | Haus Nr. 2 (Karte)    |           |              |    |
| Fotos hochladen                | Gehöft              | Haus Nr. 19 (Karte)   |           |              |    |

## Obersynderstedt
Einzeldenkmal
| Bild                           | Bezeichnung         | Lage                   | Datierung | Beschreibung | ID |
| ------------------------------ | ------------------- | ---------------------- | --------- | ------------ | -- |
| weitere Bilder Fotos hochladen | Kirche mit Kirchhof | Lohmaer Straße (Karte) |           |              |    |

## Pfarrkeßlar
Einzeldenkmal
| Bild            | Bezeichnung                    | Lage                    | Datierung | Beschreibung                                  | ID |
| --------------- | ------------------------------ | ----------------------- | --------- | --------------------------------------------- | -- |
| Fotos hochladen | Bauteile der ehemaligen Kirche | Am Angerberg 35 (Karte) |           | Mit freundlicher Unterstützung der Eigentümer |    |

## Rettwitz
Einzeldenkmal
| Bild                           | Bezeichnung         | Lage                     | Datierung | Beschreibung                                        | ID |
| ------------------------------ | ------------------- | ------------------------ | --------- | --------------------------------------------------- | -- |
| weitere Bilder Fotos hochladen | Kirche mit Kirchhof | Über dem Hayn (Karte)    |           |                                                     |    |
| Fotos hochladen                | Wohnhaus, Tor       | Haus Nr. 3 (Karte)       |           |                                                     |    |
| Fotos hochladen                | Gehöft              | Haus Nr. 4 (Karte)       |           | ehemaliger Standort, links die Reste von Haus Nr. 4 |    |
| Fotos hochladen                | Gehöft              | Über dem Hain 12 (Karte) |           |                                                     |    |
| Fotos hochladen                | Gehöft              | Über dem Hain 13 (Karte) |           |                                                     |    |

## Rottdorf
Denkmalensemble
| Bild            | Bezeichnung                                                                | Lage             | Datierung | Beschreibung | ID |
| --------------- | -------------------------------------------------------------------------- | ---------------- | --------- | ------------ | -- |
| Fotos hochladen | Ortslage mit Haus Nr. 1 – 9, 13 – 16, 18 – 20, 22 – 29, 32 – 36, 42 und 43 | Ortslage (Karte) |           |              |    |

Einzeldenkmal
| Bild                           | Bezeichnung         | Lage                | Datierung | Beschreibung | ID |
| ------------------------------ | ------------------- | ------------------- | --------- | ------------ | -- |
| weitere Bilder Fotos hochladen | Kirche mit Kirchhof | Bachstraße (Karte)  |           |              |    |
| Fotos hochladen                | Tor                 | Haus Nr. 6 (Karte)  |           |              |    |
| Fotos hochladen                | Gehöft              | Haus Nr. 19 (Karte) |           |              |    |
| Fotos hochladen                | Gehöft              | Haus Nr. 32 (Karte) |           |              |    |
| Fotos hochladen                | Gehöft              | Haus Nr. 33 (Karte) |           |              |    |

## Saalborn
Denkmalensemble
| Bild            | Bezeichnung                             | Lage             | Datierung | Beschreibung | ID |
| --------------- | --------------------------------------- | ---------------- | --------- | ------------ | -- |
| Fotos hochladen | Kirche, Pfarrhaus, Schule und Armenhaus | Im Dorfe (Karte) |           |              |    |

Einzeldenkmal
| Bild                           | Bezeichnung                                                            | Lage                | Datierung | Beschreibung | ID |
| ------------------------------ | ---------------------------------------------------------------------- | ------------------- | --------- | ------------ | -- |
| weitere Bilder Fotos hochladen | Kirche mit Kirchhof                                                    | Im Dorfe (Karte)    |           |              |    |
| Fotos hochladen                | Tor und Portal                                                         | Haus Nr. 24 (Karte) |           |              |    |
| Fotos hochladen                | Wohnhaus mit Nebengebäude, Brunnen und Einfriedung (ehemalige Pfarrei) | Haus Nr. 31 (Karte) |           |              |    |

## Schwarza
Einzeldenkmal
| Bild                           | Bezeichnung         | Lage                    | Datierung | Beschreibung | ID |
| ------------------------------ | ------------------- | ----------------------- | --------- | ------------ | -- |
| weitere Bilder Fotos hochladen | Kirche mit Kirchhof | An der Schwarza (Karte) |           |              |    |

Bodendenkmal
| Bild            | Bezeichnung | Lage                       | Datierung | Beschreibung | ID |
| --------------- | ----------- | -------------------------- | --------- | ------------ | -- |
| Fotos hochladen | Steinkreuz  | An der Schwarza 18 (Karte) |           |              |    |

## Söllnitz
Einzeldenkmal
| Bild                           | Bezeichnung         | Lage                               | Datierung | Beschreibung | ID |
| ------------------------------ | ------------------- | ---------------------------------- | --------- | ------------ | -- |
| weitere Bilder Fotos hochladen | Kirche mit Kirchhof | An der Magdel (Karte)              |           |              |    |
| Fotos hochladen                | Gehöft              | Haus Nr. 19 (Karte)                |           |              |    |
| Fotos hochladen                | Waidmühlstein       | An der Magdel, Nähe Brücke (Karte) |           |              |    |

## Thangelstedt
Einzeldenkmal
| Bild                           | Bezeichnung                     | Lage               | Datierung | Beschreibung | ID |
| ------------------------------ | ------------------------------- | ------------------ | --------- | ------------ | -- |
| weitere Bilder Fotos hochladen | Kirche mit Kirchhof             | Dorfstraße (Karte) |           |              |    |
| weitere Bilder Fotos hochladen | Herrenhaus (ehemaliger Edelhof) | Dorfstraße (Karte) |           |              |    |

## Tromlitz
Einzeldenkmal
| Bild                           | Bezeichnung                                                    | Lage              | Datierung | Beschreibung | ID |
| ------------------------------ | -------------------------------------------------------------- | ----------------- | --------- | ------------ | -- |
| weitere Bilder Fotos hochladen | Kirche mit Kirchhof                                            | Dorfplatz (Karte) |           |              |    |
| Fotos hochladen                | Grabstätte für einen Zwangsarbeiter und einen Kriegsgefangenen | Friedhof (Karte)  |           |              |    |
| BW                             | Grabstätte für einen KZ-Häftling                               | Anger (Karte)     |           |              |    |
| Fotos hochladen                | Backhaus                                                       | Dorfplatz (Karte) |           |              |    |
| BW                             | Gartenhaus des ehemaligen Gutes                                | (Karte)           |           |              |    |

## Wittersroda
Einzeldenkmal
| Bild                           | Bezeichnung | Lage                               | Datierung | Beschreibung | ID |
| ------------------------------ | ----------- | ---------------------------------- | --------- | ------------ | -- |
| weitere Bilder Fotos hochladen | Kirche      | Am Reinstädter Bach (Karte)        |           |              |    |
| Fotos hochladen                | Bauernhof   | Am Reinstädter Bach Nr. 13 (Karte) |           |              |    |

## Quelle
- Denkmalliste Landkreis Weimarer Land. (PDF; 929 kB) weimarerland.de

- Karte mit allen Koordinaten:
- OSM |
- WikiMap